# مارك توماس ميلر
مارك توماس ميلر (بالإنجليزية: Mark Thomas Miller)‏ هو ممثل أمريكي، ولد في 3 مايو 1960 في لويفيل في الولايات المتحدة.

## وصلات خارجية
- مارك توماس ميلر على موقع IMDb (الإنجليزية)
- مارك توماس ميلر على موقع أول موفي (الإنجليزية)
- مارك توماس ميلر على موقع قاعدة بيانات الفيلم (الإنجليزية)